# Madenkuckucke

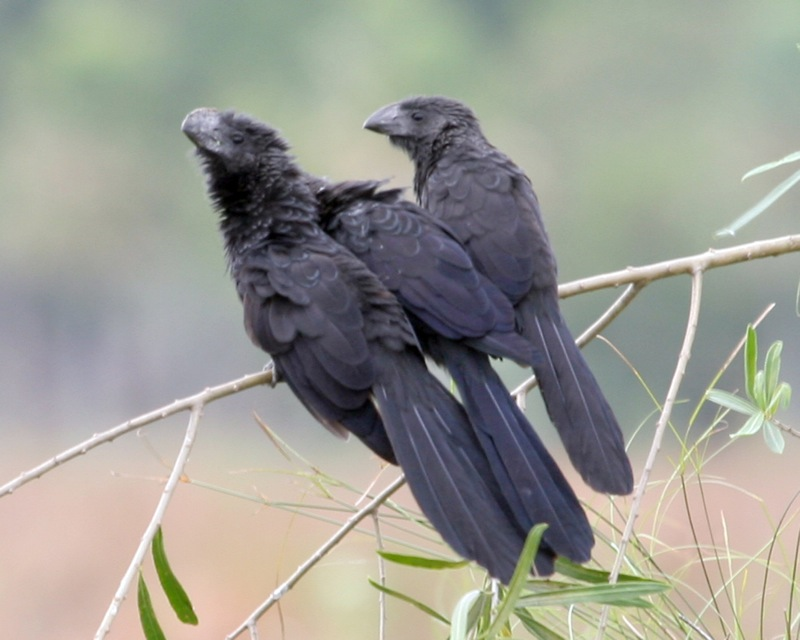
Gruppe von Glattschnabelanis. Vorne ein Männchen; der dritte Vogel ist wahrscheinlich ein Weibchen

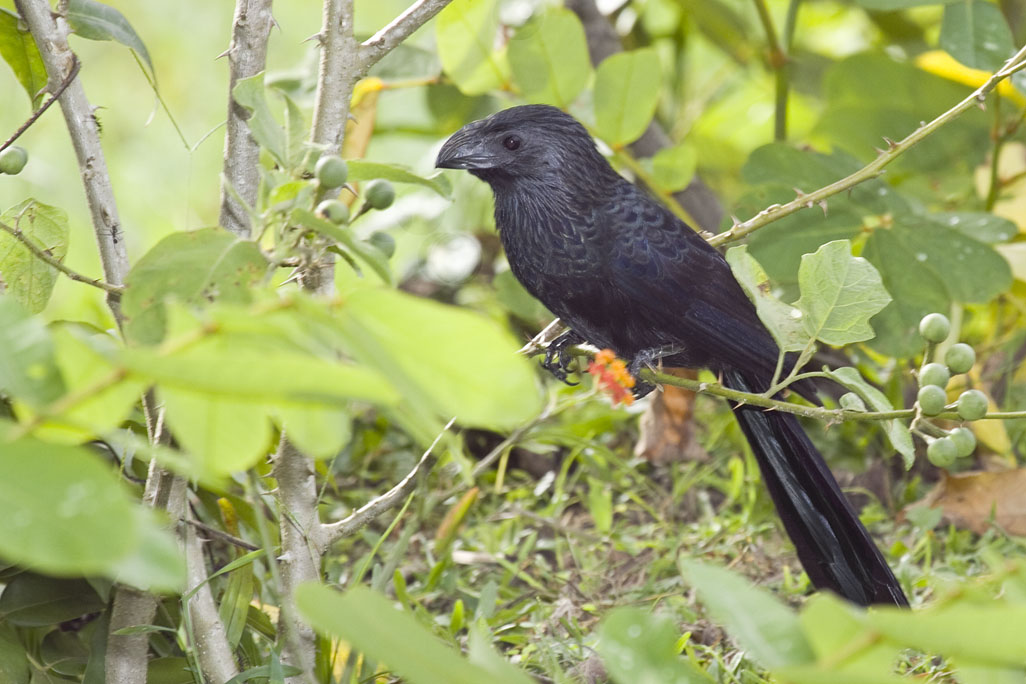
Riefenschabelani (Crotophaga sulcirostris)

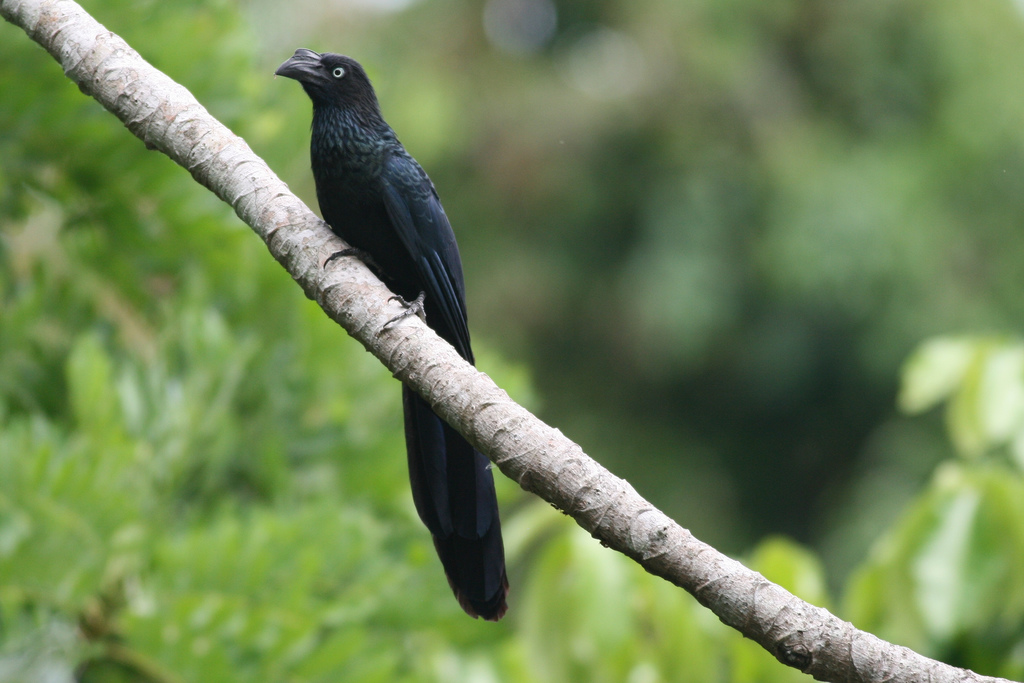
Riesenani

Die Madenkuckucke (Crotophaginae) sind eine Unterfamilie der Familie der Kuckucke. Alle Arten leben in Amerika. Der Verbreitungsschwerpunkt ist Südamerika. Zwei Arten, nämlich der Glattschnabelani und der Riefenschnabelani kommen auch im äußersten Süden Nordamerikas vor.

## Merkmale
Im Gegensatz zu allen anderen Kuckucksarten besitzen die Madenkuckucke nur acht anstatt zehn Steuerfedern. Die Anis innerhalb dieser Unterfamilie sind einheitlich schwarze, langschwänzige Vögel mit einem mächtigen Schnabel. Der Oberschnabel ist beim Glattschnabelani kammartig erhöht, beim Riefenschnabelani mehrfach längsseitig gefurcht und weist beim Riesenani einen markanten Höcker auf. Der Riesenani ist auf Grund seiner Größe von bis zu 46 Zentimetern gut identifizierbar, während Glattschnabelani (35 Zentimeter) und Riefenschnabelani (32 Zentimeter) etwa gleich groß sind.
Der Guirakuckuck, der der Gattung Guira zugeordnet ist, erreicht eine Körperlänge zwischen 36 und 42 Zentimeter, davon entfallen durchschnittlich 20 Zentimeter auf den Schwanz. Sein Körpergewicht beträgt durchschnittlich 140 Gramm. Die Flügel sind kurz und abgerundet. Die Körperoberseite ist dunkelbraun mit einer weißen Strichelung, die Köderunterseite ist weißlich beige und weist an Kehle und Brust eine sehr feine schwarze Strichelung auf.

## Fortpflanzung
Madenkuckucke leben in Gruppen zusammen und sind keine obligatorischen Brutparasiten. Sie leben vor allem in Gruppen von mehreren weitgehend monogamen Paaren zusammen, denen auch unverpaarte adulte Vögel und die Jungen einer Brutsaison angehören. Die Gruppengröße ist variabel, meist liegt sie unter 10 Individuen, kann aber am Ende einer Brutsaison auch 20 und mehr Vögel umfassen. Fast alle Aktivitäten, wie Nahrungssuche, Gefiederpflege, Brutpflege, Abwehr von Feinden geschehen bei den Anis im Gruppenverband. Auch die Ruhezeiten verbringen sie gemeinsam, oft in engem Körperkontakt. Beim Riefenschnabelani und beim Glattschnabelani kommen auch einzelbrütende Paare vor, einzelne Paare des Riesenanis schreiten offenbar nicht zur Brut. Madenkuckucke errichten ein Gemeinschaftsnest, in das alle verpaarten Weibchen ihre Eier legen. Trotzdem ist die Brutkonkurrenz zwischen den einzelnen Paaren beziehungsweise unter den einzelnen Weibchen groß: So werden bereits gelegte Eier von anderen Weibchen entfernt, oder, wie beim Glattschnabelani, ältere Gelege mit Blättern abgedeckt, sodass die Eier nicht ausgebrütet werden können.
Bei dem Guirakuckuck gehen durchschnittlich etwa die Hälfte der Eier dieser Gemeinschaftsgelege verloren. Dieser Verlust von Eiern wird zum Teil gezielt herbeigeführt:  Adulte Guirakuckucke nehmen einzelne Eier in den Schnabel und werfen dieses direkt aus dem Nest oder nehmen ein Ei in den Schnabel, entfernen sich einige Meter vom Nest und lassen es dort fallen. Dieses Verhalten ist vor allem am Beginn der Eiablage zu beobachten, kann jedoch auch dann vorkommen, wenn die Eier bereits angebrütet sind. Es gibt Indizien, dass dieses Verhalten vor allem bei Weibchen auftritt, die noch nicht mit der Eiablage begonnen haben. Grundsätzlich variieren die Eier eines individuellen Weibchens so stark in Größe, Form, Farbe und Muster voneinander, dass sie nicht in der Lage ist, ihre eigenen Eier innerhalb eines Geleges zu identifizieren.

## Systematik
Die Unterfamilie umfasst zwei Gattungen mit vier Arten. Die deutschen Namen folgen Avibase.
- Anis (Crotophaga)
  - Glattschnabelani (Crotophaga ani)
  - Riefenschnabelani (Crotophaga sulcirostris)
  - Riesenani (Crotophaga major)
- Guira
  - Guirakuckuck (Guira guira)

Die Madenkuckucke wurden zusammen mit dem Hoatzin durch Sibley und Ahlquist als eigene Familie unter dem Namen Crotophagidae geführt. Diese Einordnung wurde durch genetische Untersuchungen widerlegt.